# ゴーちゃん
ゴーちゃんは、奈良県五條市のシンボルキャラクター。
頭に被った帽子は栄山寺にある、国宝の八角堂の形を模しており、その頂には市の花であるキキョウが添えられている。

## 変遷
- 旧五條市が旧西吉野村、旧大塔村と合併し、それぞれのマスコットキャラクターがそのまま、新五條市のマスコットキャラクターとなる。
- そのため、カッキーと星博士はゴーちゃんと兄弟的な存在である。

## 歌
- 現在、「Go!Go!五條のゴーカスター」というCDが販売されている。
- これは、ゴーちゃん、カッキー、星博士の3つのキャラクターのための歌である。
- このユニット名（ゴーカスター）、作詞、歌手は公募で集めて作られている。

## その他のゴーちゃん
- ゴー（江）ちゃん
  - 三重県津市の大河ドラマ「江」地域活性化推進協議会公認キャラクター。 - 津商工会議所
- ゴーちゃん。
  - テレビ朝日のマスコットキャラクター「ゴーちゃん。」。正式な名前は「ゴーエクスパンダ」。2011年5月10日発表。